# San Francisco Kobén
San Francisco Kobén es una localidad del estado mexicano de Campeche. Es parte del municipio de Campeche.

## Toponimia
El nombre «San Francisco» hace referencia al santo patrono de la localidad: Francisco de Asís. El nombre «Kobén» proviene del término en maya k'oben, cocina.

## Demografía
| Gráfica de evolución demográfica |
|                                  |

| Censo | Población |
| ----- | --------- |
| 1960  | 118       |
| 1970  | 186       |
| 1980  | 333       |
| 1990  | 1 285     |
| 2000  | 681       |
| 2010  | 1 045     |
| 2020  | 1 292     |